# Český slavík
De Český slavík (Nederlands: Tsjechische nachtegaal) is een Tsjechische muziekprijs die sinds 1996 jaarlijks wordt uitgereikt in verschillende categorieën. De prijs wordt uitgereikt op basis van het aantal publieksstemmen dat de betreffende persoon of band gekregen heeft. 
Český slavík wordt gezien als de Tsjechische opvolger van de Zlatý slavík die uitgereikt werd in Tsjecho-Slowakije. De Slowaakse opvolger is de Slávik.

## Winnaars
| Jaar | Beste zangeres  | Beste zanger | Beste groep  | Grootste stijger  | Grootste stijger | Grootste stijger | Beste nieuwkomer   | Nachtegaal zonder grenzen | De absolute nachtegaal | Beste MTV Videoclip                 | Het populairste lied            |
| Jaar | Beste zangeres  | Beste zanger | Beste groep  | Beste zangeres    | Beste zanger     | Beste groep      | Beste nieuwkomer   | Nachtegaal zonder grenzen | De absolute nachtegaal | Beste MTV Videoclip                 | Het populairste lied            |
| ---- | --------------- | ------------ | ------------ | ----------------- | ---------------- | ---------------- | ------------------ | ------------------------- | ---------------------- | ----------------------------------- | ------------------------------- |
| 1996 | Lucie Bílá      | Karel Gott   | Olympic      |                   |                  |                  |                    |                           |                        |                                     |                                 |
| 1997 | Lucie Bílá      | Karel Gott   | Olympic      |                   |                  |                  |                    |                           |                        |                                     |                                 |
| 1998 | Lucie Bílá      | Daniel Hůlka | Olympic      |                   |                  |                  |                    |                           | Lucie Bílá             |                                     |                                 |
| 1999 | Lucie Bílá      | Karel Gott   | Lucie        |                   |                  |                  |                    |                           | Lucie Bílá             |                                     |                                 |
| 2000 | Lucie Bílá      | Karel Gott   | Lucie        | Martin Maxa       | Martin Maxa      | Martin Maxa      |                    |                           | Lucie Bílá             |                                     |                                 |
| 2001 | Lucie Bílá      | Karel Gott   | Lucie        | Leoš Mareš        | Leoš Mareš       | Leoš Mareš       |                    |                           | Lucie Bílá             |                                     |                                 |
| 2002 | Lucie Bílá      | Karel Gott   | Lucie        | Monika Absolonová | Josef Vojtek     | Ready Kirken     | Black Milk         |                           | Lucie Bílá             |                                     |                                 |
| 2003 | Lucie Bílá      | Karel Gott   | Kabát        | Monika Absolonová | Jakub Smolík     | Verona           | Rebeka             |                           | Lucie Bílá             |                                     |                                 |
| 2004 | Lucie Bílá      | Karel Gott   | Kabát        | Radůza            | Richard Krajčo   | J.A.R.           | Aneta Langerová    |                           | Lucie Bílá             |                                     |                                 |
| 2005 | Aneta Langerová | Karel Gott   | Chinaski     | Helena Zeťová     | Petr Bende       | Votchi           | Vlastimil Horváth  |                           | Aneta Langerová        |                                     |                                 |
| 2006 | Aneta Langerová | Karel Gott   | Divokej Bill | Iva Frühlingová   | Matěj Ruppert    | Wanastowi Vjeci  | Ewa Farna          |                           | Aneta Langerová        |                                     |                                 |
| 2007 | Lucie Bílá      | Karel Gott   | Kabát        | Barbora Zemanová  | Zbyněk Drda      | Argema           | Josef Vágner       |                           | Lucie Bílá             |                                     |                                 |
| 2008 | Lucie Bílá      | Karel Gott   | Kabát        | Iveta Bartošová   | Jarek Filgas     | Gipsy.cz         | Marek Ztracený     | No Name                   | Lucie Bílá             |                                     |                                 |
| 2009 | Lucie Bílá      | Karel Gott   | Kabát        | Marta Jandová     | Vojtěch Dyk      | Nightwork        | Martin Chodúr      | No Name                   | Lucie Bílá             |                                     |                                 |
| 2010 | Lucie Bílá      | Karel Gott   | Kabát        | Xindl X           | Xindl X          | Xindl X          | Markéta Konvičková | No Name                   | Lucie Bílá             |                                     |                                 |
| 2011 | Lucie Bílá      | Karel Gott   | Kabát        | Monika Bagárová   | Monika Bagárová  | Monika Bagárová  | Gabriela Gunčíková | No Name                   | Lucie Bílá             | Charlie Straight                    | Petr Kolář met Navzdory hříchům |
| 2012 | Lucie Bílá      | Tomáš Klus   | Kabát        | Eddie Stoilow     | Eddie Stoilow    | Eddie Stoilow    | KOBLÍŽC!           | No Name                   | Lucie Bílá             | Tereza Kerndlová met Tepe srdce tvý | Tomáš Klus met Pánubohu do oken |
| 2013 | Lucie Bílá      | Karel Gott   | Kryštof      | Abba Stars        | Abba Stars       | Abba Stars       | Adam Mišík         | No Name                   | Karel Gott             | Tomáš Klus/Kryštof met Cesta        | Tomáš Klus/Kryštof met Cesta    |

Naast de in de bovenstaande tabel categorieën heeft in 1999 de categorie De keuze van jongeren bestaan, welke werd gewonnen door Lucie Bílá. In 2012 is de categorie Internetster toegevoegd, welke door Charlie Straight gewonnen werd.